# Lézert (affluent du Dadou)
Pour les articles homonymes, voir Lézert.
Le  Lézert est une rivière du sud de la France sous-affluent du Tarn et de la Garonne.

## Géographie
De 16,5 km de longueur, il prend sa source sur la commune de Teillet non loin du lieu-dit de la Capoulanié, dans le Tarn et se jette dans le Dadou en rive droite sur la commune de Saint-Antonin-de-Lacalm.

### Communes et cantons traversés
- Tarn : Saint-Lieux-Lafenasse, Roumégoux, Saint-Antonin-de-Lacalm, Terre-Clapier, Le Travet, Teillet.

## Principaux affluents
- Ruisseau du Cassou, 2,7 km